# Transcriptómica de células individuales
La transcriptómica de células individuales (Single-cell Transcriptomics en inglés) permite estudiar la expresión génica de un gran número de células al mismo tiempo. Gracias a su resolución superior, respecto a las técnicas transcriptómicas tradicionales, puede detectar cambios en los niveles de expresión que serían enmascarados cuando se analiza el material genético de múltiples células en conjunto.

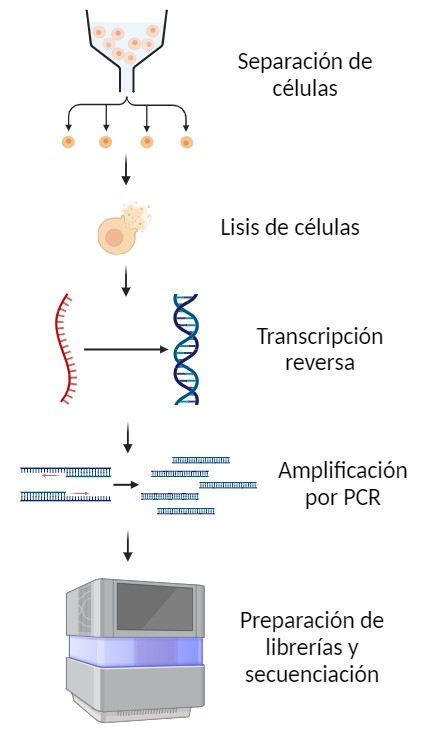
Esquema del protocolo de la secuenciación de ARN de células individuales realizado con BioRender

## Métodos
Existen diferentes técnicas analíticas que se pueden emplear para medir la expresión génica de células individuales, como:
- la hibridación fluorescente in-situ de ARNm,
- el PCR cuantitativa de células individuales o
- la secuenciación de ARN de células individuales.[1]

### Secuenciación de ARN de células individuales
Las técnicas de secuenciación de ARN de células individuales (llamada single-cell RNA sequencing o scRNA-seq en inglés) involucran la separación de las células, su lisis, la retrotranscripción del ARN a ADNc, su preamplificación por PCR, la creación de librerías y secuenciación de los ADNc. Su  desarrollo está vinculado a la necesidad de una técnica de secuenciación de ARN aplicable a situaciones en las que hay poco material biológico disponible.